# August Bystedt
August Bystedt (i riksdagen kallad Bystedt i Sundsvall), född 2 november 1848 i Häggdånger, död 6 december 1902 i Sundsvall, var en svensk skolman och riksdagsledamot (liberal).
August Bystedt, som kom från en bondesläkt, blev filosofie kandidat vid Uppsala universitet 1875 och tjänstgjorde en tid vid Sundsvalls högre allmänna läroverk. Han var senare föreståndare för tekniska afton- och söndagsskolan i Sundsvall 1879–1885 och därefter studierektor för Sundsvalls läroverk för flickor från 1885. Han var även ledamot i Sundsvalls stadsfullmäktige 1884–1902, ordförande i drätselkammaren 1890–1898 och vice ordförande i stadsfullmäktige 1898–1902.
Bystedt var riksdagsledamot i andra kammaren år 1902 för Sundsvalls valkrets och tillhörde i riksdagen Liberala samlingspartiet. Han är begravd på Sundsvalls Gustav Adolfs kyrkogård.